# Kruščica (Czarnogóra)
Kruščica (cyr. Крушчица) – wieś w Czarnogórze, w gminie Petnjica. W 2011 roku liczyła 78 mieszkańców.